# Chlorophorus annularis
Chlorophorus annularis är en skalbaggsart som först beskrevs av Fabricius 1787.  Chlorophorus annularis ingår i släktet Chlorophorus och familjen långhorningar.
Artens utbredningsområde är:
- Assam (Indien).
- Frankrike.
- Laos.
- Burma.
- Nepal.
- Filippinerna.
- Sri Lanka.
- Taiwan.

Inga underarter finns listade i Catalogue of Life.